# Рудівка (Сватівський район)
Ру́дівка — село в Україні, у Сватівській міській громаді Сватівського району Луганської області. Населення становить 833 осіб. Орган місцевого самоврядування — Рудівська сільська рада.
Село постраждало внаслідок геноциду українського народу, вчиненого урядом СССР у 1932—1933 роках, кількість встановлених жертв — 260 людей.

## Відомі люди
Уродженцем села є Лисенко Олексій Гнатович (1913—1971) — повний кавалер ордена Слави.
Кравченко Віктор Васильович - український хімік

## Також
- Перелік населених пунктів, що постраждали від Голодомору 1932-1933, Луганська область